# シャルル (ラ・ロッシュ＝シュル＝ヨン公)

ラ・ロッシュ＝シュル＝ヨン公シャルルの紋章

シャルル・ド・ブルボン（Charles de Bourbon, 1515年ごろ - 1565年10月10日）は、フランスの血統親王（プランス・デュ・サン）、ラ・ロッシュ＝シュル＝ヨン公。アンリ2世の治世においてイタリア戦争に参加し、1554年のスペイン領ネーデルラント遠征では軍隊を指揮した。
1559年にアンリ2世が亡くなると、不安定なギーズ公政権下で引き立てを受けるようになった。ギーズ公は諸侯の支持を確実に得たいと考えていた。シャルルは最初に議会の一員としての地位を与えられ、アンボワーズの陰謀により政権が打撃を受けたため、シャルルはオルレアン公領を中心とする地域の最高統治権を与えられた。シャルルは穏健な宗教政策により統治を行ったため、カトリーヌ・ド・メディシスは、フランソワ2世の早世により幼い息子シャルル9世の摂政に就任した際にシャルルを口説くのに必死であった。
1561年にパリの知事に就任すると、プロテスタントに対する寛容さを再び示し、厳密には法に反するとしても礼拝が行われることを許可した。サン＝メダール暴動の際、シャルルの部下は暴力的な対立を始めたとしてカトリック教徒を非難したが、宮廷のカトリック教徒には届かなかった。カトリーヌは1562年1月にシャルルを総督職から追放しフランソワ・ド・モンモランシーを据えた。
オルレアン包囲中にギーズ公フランソワが暗殺者の手にかかり、シャルルにドーフィネ総督の職が与えられたが、1565年10月にシャルルが亡くなるまでこの地方自体の権限はまずローラン・ド・モージロン、次にゴルド男爵を経由して進められ、シャルルの死後は、兄のモンパンシエ公ルイが引き継いだ。

## 生涯

### 家族
シャルルはラ・ロシュ＝シュル＝ヨン公ルイ・ド・ブルボンとモンパンシエ女公ルイーズ・ド・ブルボンの次男であり、兄はモンパンシエ公ルイである。
1544年にボープレ女領主フィリップ・ド・モンテスペドンと結婚したが、生まれた子供は皆早世した。
- アンリ（1560年没） - ボープレ侯
- ジャンヌ（1547年 - 1548年）

### アンリ2世の治世
シャルルは兄のモンパンシエ公ルイとともに、プロヴァンス（1536年）、アルトワ（1537年）、ルシヨン（1542年）、シャンパーニュ（1544年）における皇帝カール5世との戦いに従軍したが、シャロン・シュル・マルヌ近郊で捕らえられた。釈放された後、1552年にカール5世に包囲されたメスを守る任務を負った遠征隊の一員となった。

#### 1554年の遠征
1553年の戦役の成果の少なさに不満を抱いたアンリ2世は、翌年に向けて精力的な遠征を計画した。3つの軍隊が準備され、スペイン領ネーデルラント南部に進軍するよう指示された。アンリ2世の寵臣アンヌ・ド・モンモランシーが最大の軍を指揮し、ヌヴェール公フランソワ1世とシャルル指揮下の小規模な軍を率いた。シャルルらは領内を荒廃させ、夏の間にいくつかの要塞を占領した。7月に三軍は統一され、アンリ2世は自ら馬に乗って連合軍を率いた。シャルルはレンティの包囲戦に参加し、その間にギーズ公フランソワ率いる影の小部隊が町の救援に派遣された帝国軍に衝撃的な敗北をもたらした。

### シャルル2世の治世

#### 議会における地位の獲得
若きフランソワ2世の治世が始まると、シャルルと従兄弟のブルボン枢機卿シャルルは、カトー・カンブレジ条約の条件として、エリザベート・ド・ヴァロワをスペインに連れて行き、スペイン王フェリペ2世と結婚させる任務を負った。その結果、ギーズ公政権が強化される間、シャルルはフランスにほとんど不在であった。ギーズ家は政権に対するシャルルの支持を獲得することに必死で、シャルルに枢密院（conseil privé）の席を提供した。

#### アンボワーズの陰謀
誕生したばかりの政権は、翌年のアンボワーズの陰謀によって深刻な衝撃を受けた。ギーズ家はシャルルの従兄弟コンデ公ルイ1世の関与を疑い、コンデ公と兄のナバラ王アントワーヌを孤立させようとした。このために、彼らは王国の中心にブルボン＝モンパンシエ家の諸侯のために2つの大総督位を創設した。モンパンシエ公ルイのために、トゥーレーヌがアンジュー、ヴァンドーム、メーヌ、ブロワ、デュノワと統合された。また、弟のシャルルのためにオルレアンがベリー、ボース、モンタルジと統合された。シャルルの麾下に仕えるために、シピエール卿が軍司令官に選ばれた。1560年8月に王国の財政と宗教の問題に対処するために貴族会議が開かれたとき、多くの出席者の中にはシャルルとその兄も含まれており、欠席した主要貴族はコンデ公とナバラ王だけであった。

#### オルレアネー総督
この内陸部の広大な地域の総督として、シャルルは穏健な宗教政策を進めようとした。領内のプロテスタントに対し、公の場や武器を持って集会をしないよう指導する一方で、もし個人的な集会を開く場合には干渉しないと約束した。シャルルは牧師らに対し、プロテスタントがフランスにおいて多くの割合を占め、公の礼拝が考慮されるようになるまでは自制するよう求めた。

### シャルル9世の治世

#### パリ総督
1561年にはさらに昇進し、パリ総督に任命された。この立場において、シャルルはプロテスタントの教会を弾圧するよう求める議員と過激派のパリのカトリック教徒の必死の嘆願を無視した。しかし、逮捕された役人がカトリック教徒が暴動を始めたと示したサン・メダールの暴動をきっかけに、カトリックの支配層の間でシャルルの立場は維持できなくなった。シャルルの後任としてモンモランシー元帥フランソワが就任し、この地域におけるモンモランシー家の勢力を強化した。

#### 寛容な統治
カトリーヌが1月の勅令により摂政政権を明らかに寛容の方向に転換させたため、パリ議会は激怒し、プロテスタントを完全に違法とするよう宮廷に抗議した。シャルルはカトリーヌから議会の要請に対する宮廷の回答を提出する任務を負ったが、その中で宮廷は道徳的かどうかに関わらず寛容であることが現実として必要であるとして、現在の危機を訴えた。

#### ドーフィネ総督
オルレアン包囲戦でギーズ公が暗殺されると、ドーフィネには新しい総督が必要となり、国王はその空席を埋めるためにシャルルを選出した。ローラン・ド・モージロンが副将軍とされ、シャルルが総督職を離れている間は総督の権限で行動する権限が与えられた。モージロンは過激派のカトリック教徒であり、宮廷はモージロンのドーフィネ統治に不満を抱き、王の巡幸中にモージロンを罷免してゴルド男爵を任じた。
1563年7月、シャルルはギーズ公に招待され、プロテスタント信仰を捨てたロングヴィル公レオノールと、エストゥートヴィル女公マリー・ド・ブルボンの婚約を取り仕切ることとなった。シャルルの隣にはコンデ公とブルボン枢機卿もいた。ギーズ家はモンモランシー家、特にギーズ公暗殺に関与していたガスパール2世・ド・コリニーを孤立させようと考えていた。
1565年10月にシャルルは亡くなり、兄のモンパンシエ公がドーフィネ総督の職を引き継いだ。